# 사랑할수록 (드라마)
《사랑할수록》은 MBC 아침드라마로 2000년 8월 7일부터 2001년 2월 3일까지 방영되었다. 드라마는 맞수인 도시락 전문점 '송가네 도시락'(딸 넷)과 옆집의 중국 음식점 '북경반점'(아들 셋) 두 집안 인물 간의 갈등과 사랑 이야기를 코믹하게 담았다.

## 등장 인물

### 송가네 집
- 한진희: 송학도 역
- 선우은숙: 윤미자 역
- 김여진: 송가영 역
- 우희진: 송나영 역
- 송선미: 송다영 역
- 정소영: 송하영 역
- 정호영: 송칠도 역

### 주가네 집
- 양택조: 주정만 역
- 김해숙: 맹순자 역
- 이성용: 주철기 역
- 김홍표: 주무기 역
- 손영준: 주창기 역
- 정호근: 주방장 역
- 함신영: 이병태 역
- 이형철: 손광호 역

### 그 외 인물
- 신은정: 한신해 역
- 김주승: 강현준 역
- 윤예희: 혜연 역
- 이석
- 김상순
- 양희정
- 홍성선

| MBC 아침 드라마                             | MBC 아침 드라마                            | MBC 아침 드라마                                     |
| 이전 작품                                   | 작품명                                     | 다음 작품                                           |
| ------------------------------------------- | ------------------------------------------ | --------------------------------------------------- |
| 느낌이 좋아 (2000년 1월 3일~2000년 8월 5일) | 사랑할수록 (2000년 8월 7일~2001년 2월 3일) | 내 마음의 보석상자 (2001년 2월 5일~2001년 8월 18일) |